# سبزهای جهانی
سبزهای جهانی (GG) یک شبکه بین‌المللی از احزاب و جنبش‌های سیاسی است که برای اجرای «منشور سبزهای جهانی» فعالیت می‌کند. این شبکه شامل احزاب سیاسی سبز در سطح ملی، شبکه‌های شریک، و دیگر سازمان‌های مرتبط با جنبش سبز است.
این سازمان در سال ۲۰۰۱ و در جریان نخستین کنگره سبزهای جهانی تأسیس شد و تا مهٔ ۲۰۲۲، ۷۶ حزب عضو کامل و ۱۱ حزب ناظر یا همکار داشت که مجموعاً ۸۷ عضو را تشکیل می‌دهند. اداره سبزهای جهانی بر عهده یک کمیته راهبری ۱۲ نفره با عنوان «هماهنگی سبزهای جهانی» (GGC) است که نمایندگان معرفی‌شده از هر یک از چهار فدراسیون منطقه‌ای در آن حضور دارند. هر حزب عضو زیرمجموعه یکی از این چهار فدراسیون منطقه‌ای سبز – آفریقا، آسیا-اقیانوسیه، قاره آمریکا و اروپا – قرار می‌گیرد.
امور روزانه سبزهای جهانی توسط دبیرخانه اداره می‌شود و هم‌هماهنگ‌کنندگان کنونی، خوسه میگل کوئینتانیا و بودیل والرو، مسئول هماهنگی فعالیت‌های هیئت اجرایی، دبیرخانه و کمیته هماهنگی سبزهای جهانی هستند.

## تاریخچه
جنبش سبزهای سیاسی، ریشه‌های خود را در اوایل دهه ۱۹۷۰ پیدا می‌کند. سال ۱۹۷۲، نقطه آغاز این مسیر بود؛ زمانی که دو حزب پیشگام در دو سوی اقیانوس آرام شکل گرفتند، «اتحاد تاسمانی متحد» در ایالت تاسمانی استرالیا و «حزب ارزش‌ها» در نیوزیلند. تنها یک سال بعد، در بریتانیا، حزبی با نام «مردم» متولد شد که بعدها به «حزب اکولوژی» تغییر نام داد. این موج نوپا به سرعت به دیگر کشورهای اروپایی رسید و بذر احزاب سبز و رادیکال را در خاک سیاست قاره کهن پراکند.

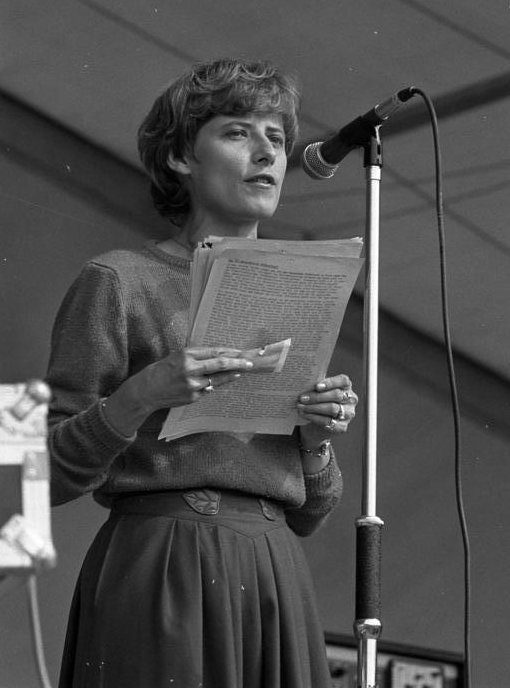
پترا کلی، اندیشمند و فعال اکوفمینیست آلمانی که در سال ۱۹۸۰ حزب سبز آلمان را بنیان‌گذاری کرد

در این میان، نام پترا کلی، فعال برجسته اکوفمینیست آلمانی، به‌عنوان یکی از مهم‌ترین نظریه‌پردازان و چهره‌های کاریزماتیک این جریان در حافظه تاریخی جنبش ثبت شد. او با مشارکت در بنیان‌گذاری حزب سبز آلمان در سال ۱۹۸۰، نقشی تعیین‌کننده در رساندن صدای سبزها از سطح ملی به عرصه بین‌المللی ایفا کرد.
دهه بعد، نقطه عطفی جهانی برای سبزها رقم زد. در روزهای ۳۰ و ۳۱ مه ۱۹۹۲، هم‌زمان با برگزاری «اجلاس زمین» در ریودوژانیرو، نخستین نشست سیاره‌ای سبزها برگزار شد. بیانیه‌ای که در پایان این گردهمایی صادر شد، با جمله‌ای هشدارآمیز آغاز می‌شد: «تجربه به ما می‌آموزد که دولت‌ها تنها زمانی مشکلات زیست‌محیطی را جدی می‌گیرند که مردم به احزاب سیاسی سبز رأی دهند.»
این مسیر در آغاز هزاره جدید به شکلی سازمان‌یافته‌تر ادامه یافت. سال ۲۰۰۱، شهر کانبرا در استرالیا میزبان نخستین کنگره جهانی سبزها بود. در این نشست، منشور رسمی سبزهای جهان به تصویب رسید و ساختارهای هماهنگی بین‌المللی شکل گرفت؛ از جمله ایجاد «هماهنگی جهانی سبزها» به‌عنوان بازوی ارتباطی این شبکه رو به گسترش. سرانجام، در سال ۲۰۱۰، نخستین دبیرکل جهانی سبزها منصوب شد و جنبش سبزها گامی دیگر به سمت تثبیت جایگاه خود در سیاست جهانی برداشت.

## منشور سبزهای جهانی
منشور سبزهای جهانی سند راهنمایی است که اصول و «ارزش‌های اساسی» مورد توافق احزاب عضو و سازمان‌های وابسته را تعیین می‌کند و این احزاب می‌کوشند در فعالیت‌های خود به آن پایبند باشند.
این منشور، اصولی جهانی را که مرزها را درمی‌نوردد و سبزهای سراسر جهان را به هم پیوند می‌دهد، برمی‌شمارد:
- دموکراسی مشارکتی
- پرهیز از خشونت
- عدالت اجتماعی
- پایایی
- احترام به تنوع
- حکمت زیست‌محیطی

در اولویت‌های تعیین‌شده در این منشور، بر اصلاح الگوی اقتصادی مسلط به‌گونه‌ای که شامل شیوه‌های پایدار باشد، مبارزه با تغییر اقلیم، ریشه‌کن کردن قحطی، پیشبرد دموکراسی پویا، گسترش صلح، حفاظت از تنوع زیستی و تلاش برای تحقق حقوق بشر جهانی تأکید شده است.
منشور سبزهای جهانی از زمان انتشار اولیه در سال ۲۰۰۱، دو بار در کنگره‌های جهانی سبزها بازنگری و به‌روزرسانی شده است: نخست در داکار، سنگال (۲۰۱۲)، سپس در لیورپول (۲۰۱۷) و تازه‌ترین بار در کره‌جنوبی (۲۰۲۳). نسخهٔ به‌روز ۲۰۲۳ به زبان انگلیسی ارائه شده و نسخه‌های پیشین آن نیز به ۱۱ زبان مختلف در دسترس است.

### فدراسیون‌های منطقه‌ای سبزهای جهانی
سبزهای جهانی در چهار فدراسیون منطقه‌ای در سراسر جهان سازماندهی شده‌اند:
- فدراسیون سبزهای آسیا-اقیانوسیه

- حزب سبز اروپا

- فدراسیون احزاب سبز آفریقا

- فدراسیون احزاب سبز قاره آمریکا

## هماهنگی سبزهای جهانی
«هماهنگی سبزهای جهانی» (GGC) اصلی‌ترین نهاد تصمیم‌گیری سبزهای جهانی است و نقش مجمع عمومی این انجمن را ایفا می‌کند. این نهاد متشکل از نمایندگانی است که از سوی هر یک از چهار فدراسیون منطقه‌ای عضو معرفی می‌شوند؛ شامل حداکثر سه نماینده اصلی و سه نماینده جانشین از هر فدراسیون. برخی از این اعضا به‌عنوان «نمایندگان ارشد» انتخاب می‌شوند و در کمیته اجرایی حضور می‌یابند؛ کمیته‌ای که مسئولیت مدیریت عملیاتی و امور اداری سبزهای جهانی را میان دو کنگره بر عهده دارد.

## کنگرهٔ جهانی سبزها
سبزهای جهانی از سال ۲۰۰۱ تاکنون پنج کنگره در نقاط مختلف جهان برگزار کرده‌اند:
1. کانبرا، استرالیا - ۲۰۰۱
2. سائو پائولو، برزیل - ۲۰۰۸
3. داکار، سنگال - ۲۰۱۲
4. لیورپول، بریتانیا - ۲۰۱۷[۷]
5. سونگدو، کرهٔ جنوبی - ۲۰۲۳[۸]

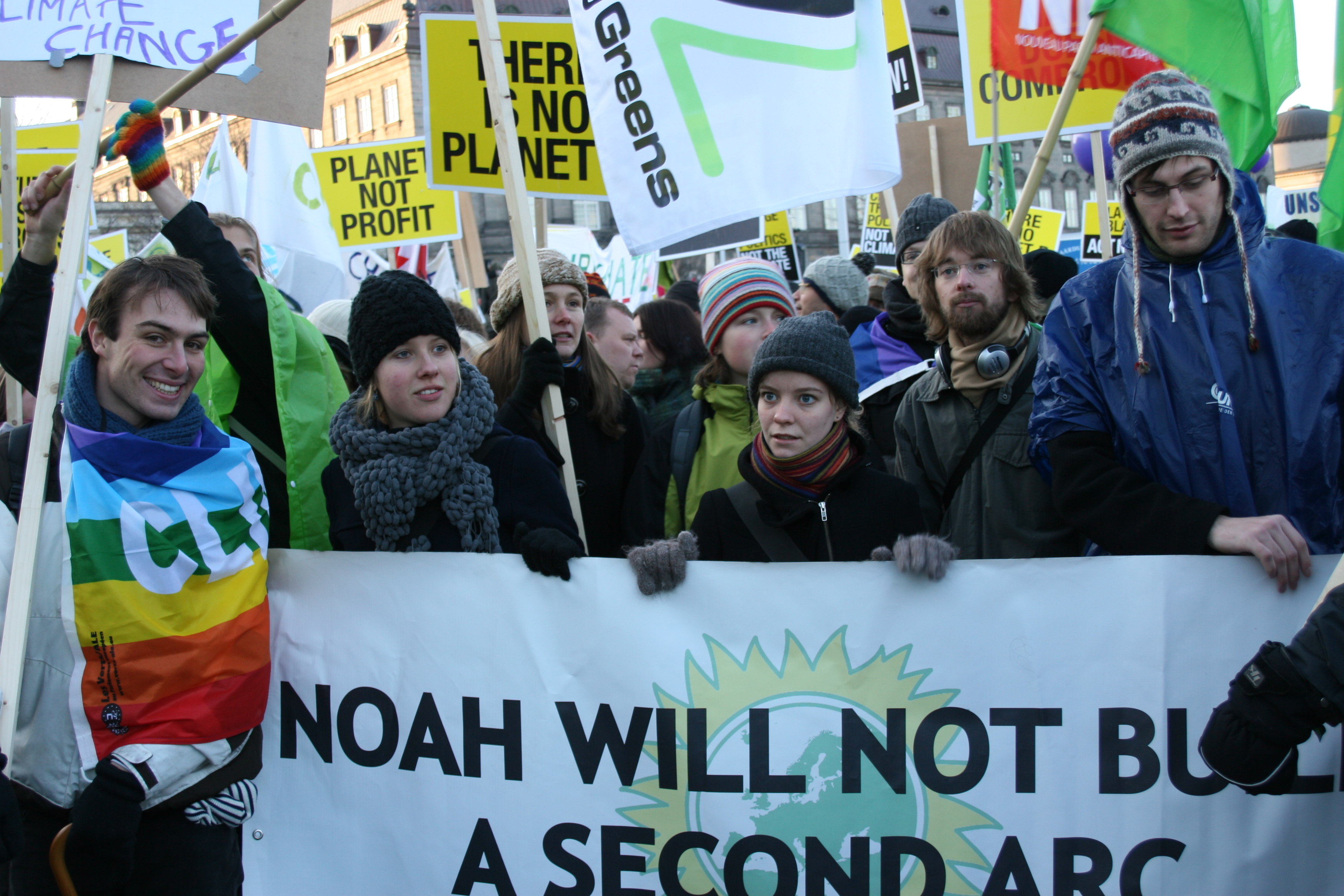
تظاهرات فدراسیون جوانان سبز اروپا در کپنهاگ، هم‌زمان با اجلاس تغییرات اقلیمی ۲۰۰۹

«سبزهای جهانی» دارای پنج شبکه هستند که با هدف ایجاد همکاری، ارتباط و جامعه‌سازی جهانی میان احزاب و سازمان‌های عضو شکل گرفته‌اند:
- گروه کاری اقلیم
  - این گروه، تلاش‌های بین‌المللی احزاب سبز را برای پیشبرد ابتکارات عدالت اقلیمی در نشست‌های COP هماهنگ می‌کند.[۹]
  - این گروه، پیشنهادهای قانونی بلندپروازانه‌ای همسو با توافق پاریس را ترویج می‌کند، از جمله نمونه‌هایی که در نشست‌های COP ارائه شده‌اند.[۱۰]
  - همچنین، فعالیت‌های سیاست‌گذاری متمرکز بر اقلیم توسط نمایندگان پارلمانی سبز را مستندسازی و منتشر می‌کند.

- گروه کاری تنوع زیستی
  - این گروه پس از کنگره سبزهای جهانی در کره و با هدف پرداختن به مسائل مرتبط با کنوانسیون تنوع زیستی تشکیل شد. این گروه، سبزهای سراسر جهان را برای مشارکت در سیاست‌گذاری‌های مرتبط با تنوع زیستی، به‌ویژه در ارتباط با بحران اقلیمی، گرد هم می‌آورد.[۱۰]

- شبکه تقویت دموکراسی
  - این شبکه، احزاب سبز سراسر جهان را به‌منظور پشتیبانی از نظام‌های دموکراتیک، مشارکت مدنی و توانمندسازی جوامع به هم متصل می‌کند.[۱۱]

- شبکه زنان سبزهای جهانی
  - این شبکه با تمرکز بر موارد زیر، از مشارکت زنان سبز در سراسر جهان در فرایندهای سیاسی دموکراتیک پشتیبانی می‌کند:

«توانمندسازی و ارتقای ظرفیت: آموزش و توسعه مهارت‌هایی همچون سخنرانی عمومی و رهبری؛
حکمرانی و مشارکت: مقابله با نابرابری‌ها در سطح سازمانی و تبادل بهترین تجربه‌ها برای رفع آن‌ها و ترویج مشارکت؛
کارزار درباره موضوعات مهم مرتبط با زنان، مانند عدالت جنسیتی و تغییرات اقلیمی؛
ایفای نقش‌های رسمی در چارچوب ساختار حکمرانی سبزهای جهانی، مانند معرفی زنان به فدراسیون سبزهای آسیا-اقیانوسیه (APGF)».
- سبزهای جوان جهانی
  - این شبکه، یک «سازمان جوان‌محور» است که از تلاش‌های جوانان در طیف سبز–آلترناتیو در سراسر جهان پشتیبانی کرده و آن‌ها را متحد می‌سازد. این سازمان برای دستیابی به (۱) پایداری بوم‌شناختی، (۲) عدالت اجتماعی، (۳) دموکراسی مشارکتی و (۴) صلح تلاش می‌کند.[۱۳]

## سفیران سبزهای جهانی
هماهنگی «سبزهای جهانی» در سال ۲۰۱۵، کریستین میلْن را به‌عنوان نخستین سفیر سبزهای جهانی منصوب کرد. این انتصاب به پاس تخصص قابل‌توجه او در حوزهٔ تغییرات اقلیمی و همچنین سابقه‌اش به‌عنوان نمایندهٔ منتخب در پارلمان‌های ایالتی و فدرال – از جمله دوران رهبری‌اش بر حزب سبزهای استرالیا – انجام شد.

## احزاب عضو

دست‌کم یک حزب عضو کامل در دولت ملی حضور یا مشارکت دارد.
دست‌کم یک حزب عضو کامل در مجلس ملی حضور دارد.
دست‌کم یک حزب عضو کامل فعال است.
دست‌کم یک حزب عضو وابسته فعال است.

### قاره آمریکا

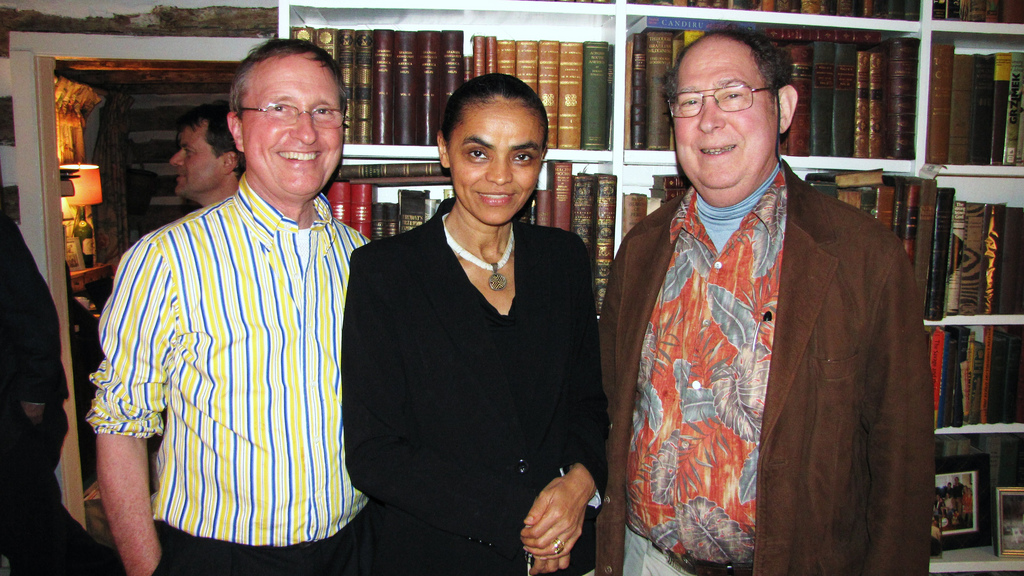
مارینا سیلوا همراه با توماس لاوجوی و استیون اشنایدر در آوریل ۲۰۱۰

اعضای وابسته در آمریکای شمالی، مرکزی و جنوبی «فدراسیون احزاب سبز قاره آمریکا» را تشکیل می‌دهند.
| کشور            | نام                     | دولت ملی/فدرال                       | دولت ایالتی/شهرداری | توضیحات                                                           |
| --------------- | ----------------------- | ------------------------------------ | --- | ----------------------------------------------------------------- |
| آرژانتین        | حزب سبز                 | اپوزیسیون فراپارلمانی                | در اپوزیسیون در استان تیرا دل فوئگو |                                                                   |
| بولیوی          | حزب سبز بولیوی          |                                      | |                                                                   |
| برزیل           | حزب سبز                 | حزب کوچک در ائتلاف                   | این حزب در چندین مجلس قانون‌گذاری ایالتی نمایندگی دارد. | در ائتلاف ۲۰۰۳–۲۰۰۸                                               |
| کانادا          | حزب سبز کانادا          | حزب غیررسمی در مجلس عوام کانادا (۱). | استانی: مجلس قانون‌گذاری بریتیش کلمبیا (۲ عضو)، مجلس قانون‌گذاری نیوبرانزویک (۲)، مجلس قانون‌گذاری انتاریو (۲)، مجلس قانون‌گذاری پرنس ادوارد آیلند (۳). شهری: شورای شهر ونکوور (۲). |                                                                   |
| شیلی            | حزب اکولوژیست سبز شیلی  | در اپوزیسیون                         | دو کرسی در هیئت‌های منطقه‌ای. | یک کرسی در مجلس نمایندگان شیلی.                                   |
| کلمبیا          | ائتلاف سبز              | حزب کوچک در ائتلاف                   | کلودیا لوپز هرناندز، از اعضای سبز، شهردار بوگوتا است. این حزب همچنین ۳ فرماندار منطقه‌ای و چندین شهردار دارد.                                                                    |                                                                   |
| جمهوری دومینیکن | حزب سبز دومینیکن        |                                      | |                                                                   |
| گواتمالا        | جنبش سبز                |                                      | |                                                                   |
| مکزیک           | حزب سبز اکولوژیست مکزیک | حامی ائتلاف                          | دارای نمایندگی در چندین پارلمان منطقه‌ای | این حزب به دلیل اتهامات مربوط به فساد مورد انتقاد قرار گرفته است. |
| پرو             | حزب سبز پرو             |                                      | |                                                                   |
| ونزوئلا         | جنبش اکولوژیک ونزوئلا   | اپوزیسیون فراپارلمانی                | |                                                                   |

حزب سبز ایالات متحده آمریکا که پیش‌تر عضو کامل بود، دیگر با سبزهای جهانی ارتباطی ندارد.